# Marijke van Raephorst
Marijke van Raephorst (Rotterdam, 11 april 1909 – Den Haag, 26 oktober 1990) (pseudoniem van Alida Maria "Puck" de Graaff-Tuk) was een Nederlandse schrijfster en vertaalster. Ze schreef vijf jeugdboeken, maar geniet vooral bekendheid vanwege haar werk als samensteller, vertaler en bewerker van sprookjesverhalen.
Ze maakte haar debuut in 1946 met de roman Voor den tweesprong, uitgegeven bij Uitgeverij Hollandia. Vervolgens legde ze zich toe op het verzamelen en bundelen van buitenlandse sprookjes en mythes, hetgeen resulteerde in werken over sprookjes uit onder meer China, Oekraïne, Japan, Scandinavië, India en Egypte.
Daarnaast was Van Raephorst actief als jurylid voor de Nederlandse Staatsprijs voor kinder- en jeugdliteratuur.